# Las Maravillas (Baleares)
Las Maravillas (en catalán Ses Meravelles o Les Maravelles) es un barrio de Palma de Mallorca, Baleares, España.
Se encuentra delimitado por los barrios del Can Pastilla, Aeropuerto, El Arenal y El Pilarín.
Contaba en el año 2022 con una población de 4.209 habitantes.
- Datos: Q5479060
- Multimedia: Les Meravelles / Q5479060